# C. C. Catch Megamix ’98
A C. C. Catch Megamix'98 egy 1998-ban megjelent megamix, C. C. Catch holland-német énekesnő legnagyobb slágereinek megamixe, mely egy rövidebb, és egy hosszabb verzióban hallható a Hansa kiadó által megjelent CD kislemezen. Az énekesnő korábbi kiadója, a Hansa ezzel a megamix válogatással tér vissza a nyilvánosság elé, mint azt ebben az időben többek között a Modern Talking is tette. A dalokat újra hangszerelték, ezáltal még táncolhatóbbak lettek. A dalokban az európai rapper Kenneth Daryl Lewis, alias Krayzee rappel. A megamix a német slágerlistára is felkerült.

## Számlista
CD kislemez
Német kiadás (Hansa 74321 61803 2)
"C.C. Catch Megamix '98" (Short Version) – 5:24
- I Can Lose My Heart Tonight
- Cause You Are Young
- Heartbreak Hotel
- Soul Survivor

"C.C. Catch Megamix '98" (Long Version) – 7:56
- I Can Lose My Heart Tonight
- Cause You Are Young
- Heartbreak Hotel
- Are You Man Enough
- Backseat of Your Cadillac
- Heaven and Hell
- Soul Survivor

"Soul Survivor '98" (Rap Version) – 3:03

## Slágerlista
| Slágerlista (1998) | Legmagasabb helyezés |
| ------------------ | -------------------- |
| Németország        | 33                   |

## Külső hivatkozások
- C. C. Catch hivatalos weboldala
- Videoklip